# Kim Su-gyong
Kim Su-gyong (4 de janeiro de 1995) é uma futebolista norte-coreana que atua como meia.

## Carreira
Kim Su-gyong integrou o elenco da Seleção Norte-Coreana de Futebol Feminino, nas Olimpíadas de 2012.